# Słownictwo
Słownictwo, inaczej leksyka – ogół wyrazów danego języka; pojedyncza warstwa leksykalna (np. słownictwo neutralne, książkowe, ekspresywne itp.) lub zasób wyrazów właściwych dla danego autora lub utworu. Wyrazy służą do nazywania elementów rzeczywistości (ich cech oraz relacji między nimi), stanów wewnętrznych człowieka oraz stanów ekspresywnych (uczuć, emocji itp.). Leksyka tworzy złożony system, w którego skład wchodzą różne podsystemy stanowiące rozmaite warstwy słów. Poszczególne leksemy różnią się pod względem pochodzenia, sfer użycia, przynależności stylistycznej i stopnia bliskości znaczeniowej. Pewna grupa wyrazów nie odnosi się do rzeczywistości językowej, lecz pełni funkcję tekstową (spójniki, częściowo przyimki).
Rozróżnia się słownictwo rodzime i słownictwo pochodzenia obcego (zapożyczone). W języku polskim, podobnie jak w innych językach europejskich, co najmniej 10% zasobu leksykalnego to zapożyczenia. Z punktu widzenia stylistyki wyróżnia się słowa neutralne, tworzące fundament zasobu leksykalnego, a także słowa nacechowane, których użycie jest ograniczone przez typ wypowiedzi oraz warunki komunikacji (np. wyrazy specjalistyczne, potoczne, publicystyczne itp.). Wartość stylistyczna różnych elementów leksykalnych zmienia się wraz z rozwojem języka. Niektóre jednostki leksykalne z czasem wychodzą z powszechnego obiegu, stając się archaizmami; z kolei nowo powstałe słowa (neologizmy) przyjmują się dopiero po pewnym czasie. Wyróżnia się słownictwo czynne (wyrazy rozumiane i używane przez daną osobę) oraz słownictwo bierne (wyrazy rozumiane przez danego człowieka, ale w zasadzie przez niego nie używane).
Charakterystyczną cechą słownictwa (w odróżnieniu od stosunkowo stałej gramatyki) jest jego zmienność, gdyż odbijają się w nim zmiany w życiu społecznym, jak np. pojawianie się nowych przedmiotów i zjawisk. Słownictwo jest nieustannie pomnażane wskutek zapożyczania wyrazów obcych i kreatywnego wykorzystywania rodzimych zasobów słowotwórczych (tworzenie neologizmów); dochodzi też do przypisywania nowych znaczeń istniejącym wyrazom (neosemantyzacja). Jednocześnie znaczna część zasobu leksykalną zachowuje swoje podstawowe znaczenia, zapewniając ciągłość językową. Słownictwo języka ogólnego (standardowego) może się wzbogacać poprzez przejmowanie elementów innych odmian języka, w tym dialektyzmów i slangu. Duży udział w słownictwie mają dziś internacjonalizmy (np. rewolucja, kosmos). Popularyzacja osiągnięć nauki i techniki prowadzi do rozszerzenia zakresu użycia pierwotnie wąsko specjalistycznych terminów, z których wiele staje się częścią powszechnego słownictwa.
Między jednostkami leksykalnymi zachodzą relacje semantyczne i formalne takie jak: synonimia, antonimia, homonimia.